# Premio Internacional Pedro Henríquez Ureña
El Premio Internacional Pedro Henríquez Ureña es un premio literario dominicano  que se otorga por la distinción a la productividad literaria, la crítica y la creación del pensamiento en la obra de toda una vida de un escritor.
El Premio Internacional Pedro Henríquez Ureña premia la excelencia de la obra de un escritor, tal como fue la de Pedro Henríquez Ureña (1884-1946) reconocido intelectual, filólogo, crítico y escritor dominicano, autor de Horas de Estudio (1910) y Las corrientes literarias en la América Hispánica (1945), entre otras obras.

## Dotación
El Premio Internacional Pedro Henríquez Ureña, que está dotado de 25 mil dólares, fue instituido en 2013  mediante el Decreto Presidencial número 93-13, que establece que deberá ser convocado cada año por el Ministerio de Cultura de la República Dominicana , cuyo comisario es el viceministro de Identidad Cultural y Ciudadanía, Pastor De Moya ) según el decreto 770 -22 emitido por el presidente Luis Abinader

y que será otorgado a escritores iberoamericanos en cualquiera de los géneros literarios.

## Selección de galardonados
El nombre del o de los escritores galardonados, seleccionado(s) por un Jurado, se conoce mediante un comunicado oficial emitido por el Comisario ( el viceministro de Identidad Cultural y Ciudadanía, Pastor De Moya, según el último decreto emitido por el presidente Luis Abinader) del Premio Internacional Pedro Henríquez Ureña que es leído ante los medios de prensa en la Sala "Ramón Oviedo" del Ministerio de Cultura.

## Entrega
La primera entrega de este premio se realizó en 2013, desde entonces el Premio Internacional Pedro Henríquez Ureña se ha otorgado cada año como parte de las actividades de la ceremonia inaugural de la Feria Internacional del Libro de Santo Domingo que tiene de escenario la Plaza de la Cultura "Juan Pablo Duarte", en el Distrito Nacional de Santo Domingo.
La entrega del galardón tiene lugar a las 7:00 p. m., en la Sala "Carlos Piantini" del Teatro Nacional "Eduardo Brito" con la asistencia del Presidente de la República Dominicana, quien preside la ceremonia en compañía del Ministro de Cultura.
El Ministerio de Cultura es la instancia de nivel superior, encargada de coordinar el Sistema Nacional de Cultura de la República Dominicana, y responsable de la ejecución y puesta en marcha de las políticas, planes, programas y proyectos de desarrollo cultural.

## Galardonados
| Año         | Nombre                                                                    | País                             |
| ----------- | ------------------------------------------------------------------------- | -------------------------------- |
| 2013        | Luis Rafael Sánchez, escritor y humanista                                 | Puerto Rico                      |
| 2014        | Ernesto Cardenal, poeta y escritor Eduardo Galeano, periodista y escritor | Nicaragua Uruguay                |
| 2015        | Beatriz Sarlo, periodista y crítica literaria                             | Argentina                        |
| 2016        | Mario Vargas Llosa, periodista y escritor                                 | Perú, España                     |
| 2017 - 2022 | No otorgado                                                               | El premio fue relanzado en 2023. |
| 2023        | Gioconda Belli, poetisa y novelista Sergio Ramírez, escritor y periodista | Nicaragua                        |